# Llau de Perauba
La llau de Perauba, també anomenada torrent de Perauba, és una llau afluent indirecta de la Noguera Pallaresa. Discorre íntegrament pel terme de Conca de Dalt, al Pallars Jussà, a cavall dels antics termes de Claverol, a l'enclavament dels Masos de Baiarri, i d'Hortoneda de la Conca, en territori dels antics pobles de Perauba i Senyús.
La llau es forma per la unió de la llau de la Font Freda i la llau de la Solana de Palles a sota i a ponent de la Torre de Perauba. Totes aquestes llaus davallen dels contraforts nord-occidentals de la Serra de Boumort, com la Serra de Palles i la Serra de la Travessa. De seguida arriba a la Coma de Perauba. des d'on aquesta llau, anomenada torrent en alguns trams, passa per l'oest de la Casa de les Feixes i de la Borda del Músic, on rep per la dreta de primer la llau de Sant Pere, després una llau anomenada de Brunet, la llau de Sant Andreu, una segona llau de Brunet, al cap d'un tros, i ara per l'esquerra, el barranc de l'Obaga, fins que arriba al Forcat de les Llaus, on rep per la dreta el barranc del Vinyal. Troba al cap d'una mica la Font de la Casa del Rei, i finalment, entre el Serrat de Castilló, a ponent, i els Rocs de la Torre, a llevant, desemboca en la llau de Castilló (després llau Fonda, i després barranc de l'Infern.
Aquesta llau discorre per un territori molt feréstec, i la seva vall és en molts trossos impenetrable.